# Wybory parlamentarne w Mołdawii w 1998 roku
Wybory parlamentarne w Mołdawii w 1998 roku odbyły się 22 marca. W wyborach zwyciężyła Partia Komunistów Republiki Mołdawii uzyskując 40 mandatów w liczącym 101 miejsc parlamencie. Pomimo zwycięstwa wyborczego mołdawskich komunistów, nie zdołali oni utworzyć rządu. Ostatecznie radę ministrów utworzyła koalicja Sojusz na rzecz Demokracji i Reform utworzona przez Demokratyczną Konwencję Mołdawii (26 parlamentarzystów), ugrupowanie Za Demokratyczną i Dostatnią Mołdawię (24 parlamentarzystów) oraz Partię Demokratycznych Reform (11 parlamentarzystów). Frekwencja wyborcza wyniosła 72.3%.

## Wyniki
| Partia                                | Głosy     | %     | Mandaty |
| ------------------------------------- | --------- | ----- | ------- |
| Partia Komunistów Republiki Mołdawii  | 487 002   | 30,01 | 40      |
| Demokratyczna Konwencja Mołdawii      | 315 206   | 19,42 | 26      |
| Za Demokratyczną i Dostatnią Mołdawię | 294 691   | 18,16 | 24      |
| Partia Sił Demokratycznych            | 143,428   | 8.84  | 11      |
| Pozostałe ugrupowania                 | 288 017   | 17,14 | 0       |
| Kandydaci niezależni                  | 90 997    | 5,6   | 0       |
| Głosy nieważne                        | 57 483    | –     | –       |
| Łącznie                               | 1 680 470 | 100   | 101     |